# Cyathea semiamplectens
Cyathea semiamplectens är en ormbunkeart som beskrevs av Holtt. Cyathea semiamplectens ingår i släktet Cyathea och familjen Cyatheaceae. Inga underarter finns listade.